# Lignerolles, Indre

Lignerolles este o comună în departamentul Indre, Franța. În 1 ianuarie 2022 avea o populație de 115 de locuitori.